# سنجر بازار ترادان
سنجر بازار ترادان (بالفارسية: سنجر بازار ترادان) هي قرية تقع في قسم باهوكلات الريفي (مقاطعة تشابهار) في إيران. يقدر عدد سكانها بـ 196 نسمة بحسب إحصاء 2016.